# José e Pilar
Pour plus de détails, voir Fiche technique et Distribution.
José e Pilar est un film documentaire biographique brésilo-hispano-portugais réalisé par Miguel Gonçalves Mendes et sorti en 2010.
La distribution comprend l'écrivain José Saramago, la journaliste Pilar del Río Gonçalves, son épouse, l'acteur Gael García Bernal et le réalisateur Fernando Meirelles, qui jouent leur propre rôle.

## Synopsis
Le film donne à voir la vie privée de l'écrivain et de l'homme José Saramago. Le récit de la vie quotidienne, du travail, des voyages et des moments passés avec son épouse Pilar del Río Gonçalves, présidente de la Fondation José Saramago. Un document pour mieux comprendre l'œuvre de l'écrivain. Il s'agit de 240 heures d'images, résumées en 125 minutes. Une histoire d'amour et de collaboration entre mari et femme. Des moments de vie, de travail, de discussion et d'intimité. Par exemple, la rencontre entre l'écrivain et sa femme journaliste, de vingt-huit ans sa cadette, est évoquée.
Le récit se déroule à travers des séquences filmées entre Madrid, Helsinki et Rio de Janeiro ainsi que la vie de José et Pilar à Lanzarote aux Canaries et leurs voyages autour du monde. José signe des livres et prononce des discours. Il assiste à la projection du film Blindness (2008) de Fernando Meirelles, adapté de son roman L'Aveuglement (1995). Nous les voyons dans les moments de maladie à l'hôpital, dans ceux de deuil pour la mort de la mère de Pilar et dans les moments simples de la vie quotidienne. Nous observons ensuite le travail, lorsque José écrit Le Voyage de l'éléphant (2008) et que sa femme Pilar le traduit en espagnol.
Le film donne à voir le processus créatif du roman Le Voyage de l'éléphant dans lequel Solomon est transporté de la cour du roi Jean III du Portugal à celle de l'archiduc autrichien Maximilien, régent en Espagne.

## Fiche technique
- Titre original : José e Pilar[1]
- Réalisation : Miguel Gonçalves Mendes
- Photographie : Daniel Neves
- Montage : Cláudia Rita Oliveira
- Musique : Camané, Adriana Calcanhotto, Bruno Palazzo, Luís Cília (pt), Noiserv, etc.
- Production : Miguel Gonçalves Mendes
- Sociétés de production : El Deseo, O2 Filmes (pt)
- Format : couleurs - 1,78:1 - Son stéréo
- Pays de production :  Portugal -  Brésil -  Espagne
- Langue de tournage : portugais, espagnol
- Genre : film documentaire biographique
- Durée : 125 minutes
- Dates de sortie : 
  - Portugal : 15 octobre 2010 (Doclisboa) ; 18 novembre 2010 (sortie nationale)
  - Brésil : 22 octobre 2010 (Festival du film de Rio de Janeiro) ; 5 novembre 2010 (sortie nationale)
  - Espagne : 27 octobre 2010 (Festival du film de Ronda) ; 28 janvier 2011 (sortie nationale)

## Distribution
- José Saramago
- Pilar del Río (pt)
- Gael García Bernal
- Fernando Meirelles